# Dassault Mystère IV

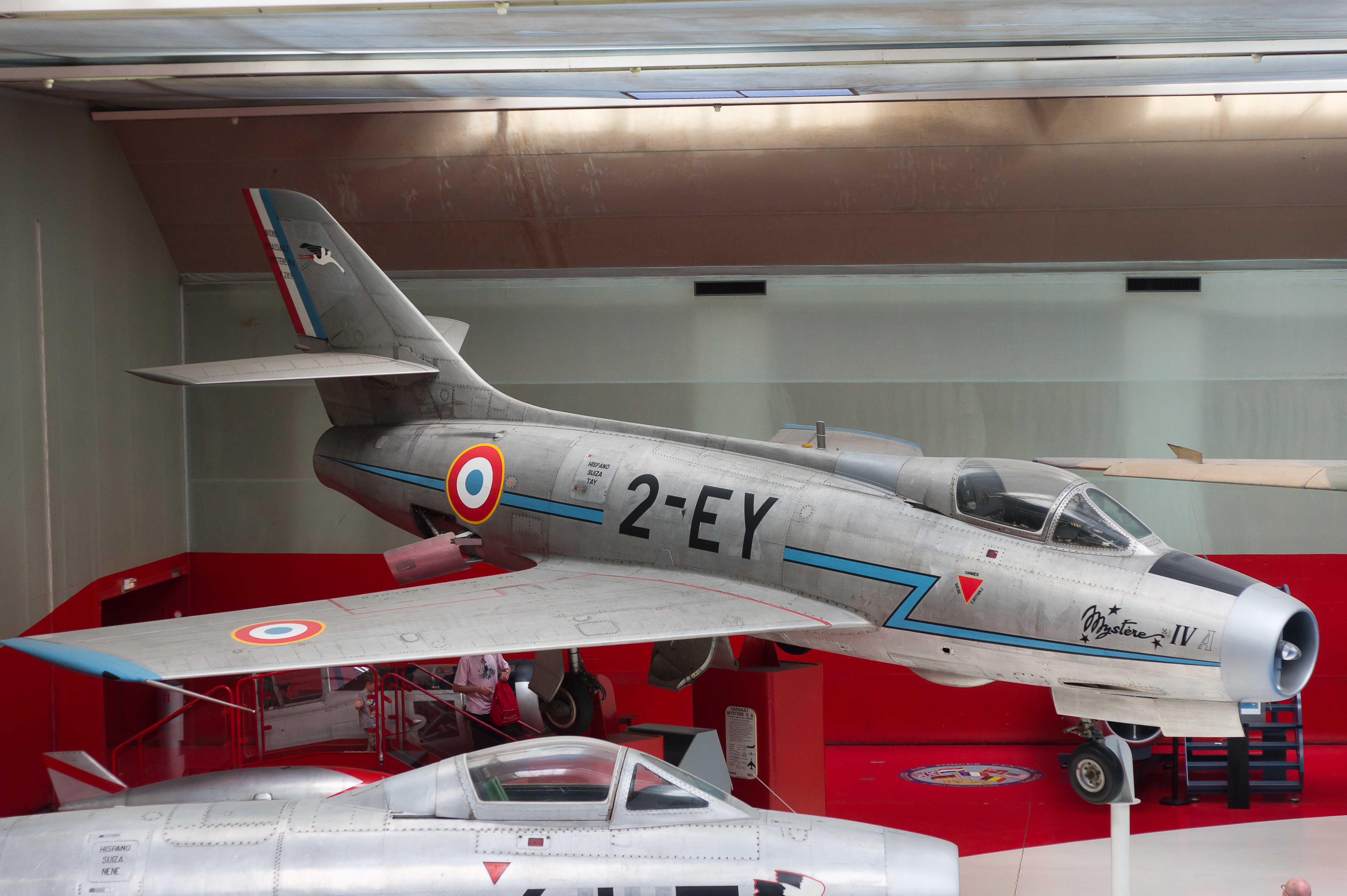
Dassault Mystère IV

De Dassault Mystère IV of MD.454 Mystère IV is een Franse straaljager uit de jaren vijftig.

De MD.454 Mystère IV in drie aanzichten

Op 2 augustus 1951 kreeg het bedrijf Dassault van de Franse overheid de opdracht om uit de Dassault Mystère II een prototype te ontwikkelen dat in staat zou zijn in duikvlucht de geluidsbarrière te doorbreken. Het type zou in ontwerp sterk lijken op de toenmalige Amerikaanse en Sovjetstraaljagers en de vorm moeten hebben van een enkelvoudige straalmotor, i.c. de Rolls Royce Tay, als romp met bovenop een uitstekende cockpit. Om de gewenste snelheid te behalen werd de vleugel platter gemaakt en in een iets scherpere pijlstelling van 38° geplaatst. Daarbij werd de romp wat versmald. Hoewel in uiterlijk sterk op de Mystère II lijkend, was de Mystère IV een geheel vernieuwde constructie die niet veel onderdelen van het oudere toestel overnam.
Het prototype, de MD-454 Mystère IV 01 genaamd, vloog voor de eerste keer op 28 september 1952. Het toestel bleek eenvoudig bestuurbaar, mede door een nieuwe bekrachtigde sturing van de stuurvlakken waardoor het wendbaarder was dan de MiG-15, en betrouwbaar. De maand erna werden tweeëntwintig toestellen besteld van een voorserie. Nadat de beroemde Amerikaanse testpiloot Chuck Yeager het type in december beproefd had, volgde een eerste reguliere bestelling van acht toestellen. Pas bij de vierendertigste testvlucht in januari 1953 waagde men het de snelheid van het geluid werkelijk te doorbreken, de eerste keer dat dit met een Frans toestel lukte. Op 25 april 1953 werd door de Amerikanen een order geplaatst van 225 stuks. Deze waren niet bestemd voor de USAF: de Verenigde Staten van Amerika kochten de vliegtuigen in het kader van een Mutual Defense Assistance Program om ze daarna weer aan de Fransen te leasen. Het eerste serievliegtuig vloog op 29 mei 1954. In 1955 werd het type in dienst genomen en er werden zes eskadrons mee uitgerust, alsmede het stuntteam van de Patrouille de France. Frankrijk heeft de Mystère IV alleen feitelijk ingezet tijdens de Algerijnse Oorlog.

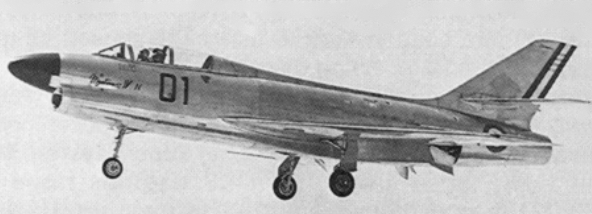
De enige Dassault Mystère IVN

In december 1955 bestelde Israël negenenvijftig toestellen. De eerste vierentwintig daarvan werden, na een Amerikaanse goedkeuring daartoe die al in 1954 gegeven werd, officieel geleverd in mei 1956; feitelijk werden ze van 11 april af overgevlogen. Zestien ervan zijn met veel succes ingezet tijdens de Suezcrisis van dat jaar waarin ze zes Egyptische vliegtuigen neerhaalden: vier De Havilland Vampires en twee MiG-15's. Uiteindelijk zouden er eenenzestig toestellen aan Israël geleverd worden: in augustus 1956 werden er nog eens zesendertig overgevlogen plus een fotoverkenner. Deze laatste toestellen werden in het begin nog gevlogen door Franse piloten die een geheim 109e Escadron vormden ter bescherming van de Israëlische steden tijdens de crisis. In 1957 bestelde India 110 exemplaren die gebruikt zijn tegen Pakistan. In totaal werden er 413 geproduceerd tot 1958, de eerste 114 uitgerust met de Taymotor, de verdere met de krachtiger Hispano Verdon 350 waarmee ook in horizontale vlucht harder dan het geluid kon worden gevlogen met een officiële maximumsnelheid van 1127 km/h.

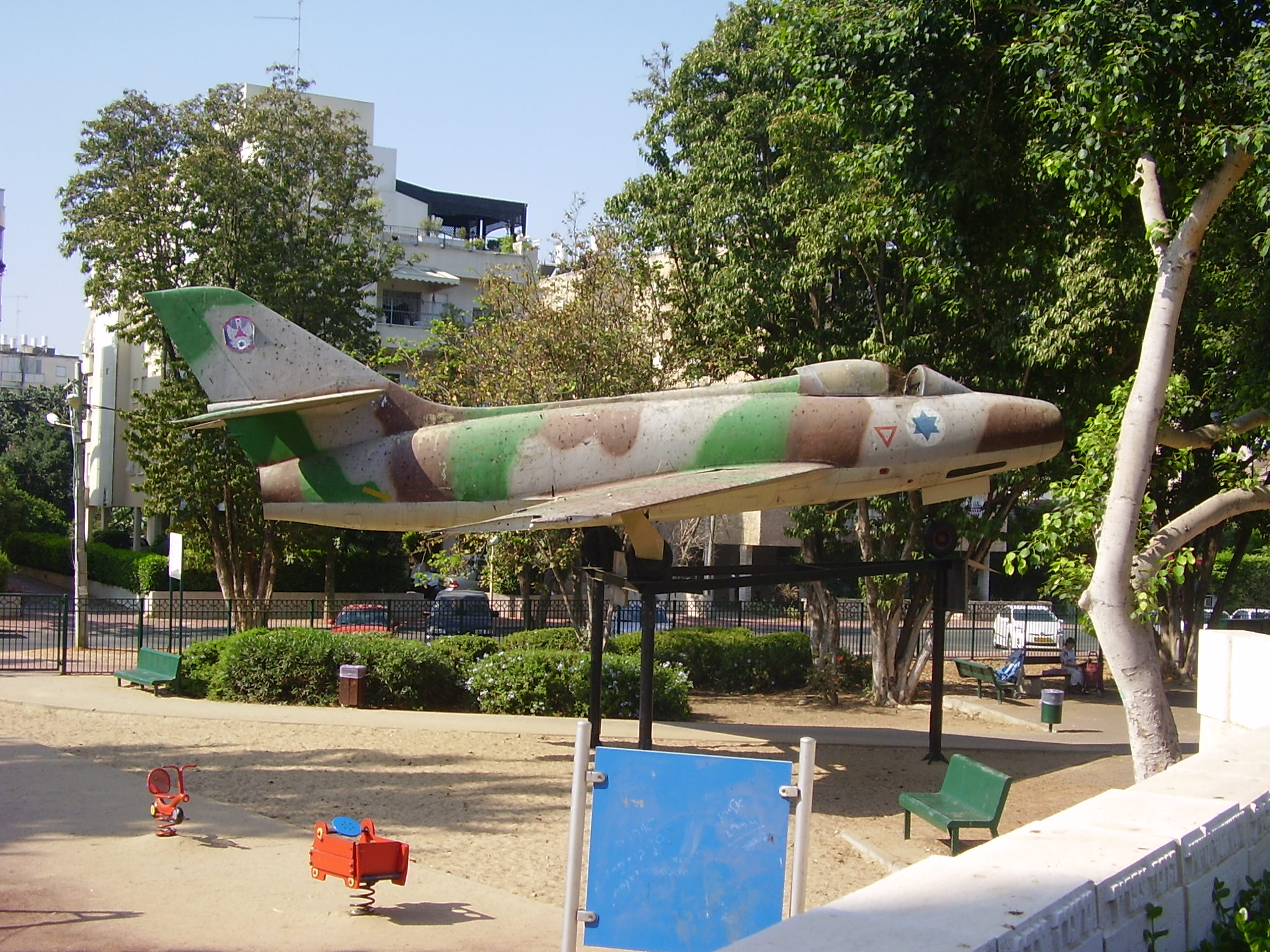
Een Mystère IV als oorlogsmonument in Israël

Er werden twee ontwikkelingsprojecten uit het toestel afgeleid: de Dassault Mystère IVB met sterkere motor, namelijk een Avon (twee prototypen) of een Atar 101 (één prototype); en een tweezits nachtjager met radar, de Dassault Mystère IVN — het oorspronkelijke type had alleen een radarvizier als afstandsmeter. De Dassault Mystère IVB vloog voor het eerst op 16 december 1953 en was het eerste Franse type dat horizontaal harder dan Mach 1 vloog; er werden er tien van besteld. Het oorspronkelijke type wordt om het hiervan te onderscheiden ook wel de Dassault Mystère IVA genoemd. Eén toestel, de Dassault Mystère IVB05, werd omgebouwd om de SEPR 66 vliegtuigraketmotor te beproeven; hiermee werden vanaf 19 januari 1956 vijfenvijftig testvluchten uitgevoerd. De Dassault Mystère IVN, die het eerst vloog op 19 juli 1954, zag er geheel anders uit doordat er een luchtinlaat onder een ronde radarneus aanwezig was. Testpilote Jacqueline Auriol was hiermee op 31 mei 1955 de tot dan toe snelste vrouw ooit op een recht parcours met een recordsnelheid van 1151 km/h.
Al eind jaren vijftig raakte het type verouderd als zuivere luchtoverwichtsjager. Zwitserland overwoog in 1955-1957 om veertig exemplaren af te nemen maar dit werd afgesteld toen in 1958 bleek dat er modernere typen beschikbaar waren. De bewapening bestond slechts uit twee DEFA 551 30 mm kanonnen en er waren veel snellere jagers ontwikkeld. De Dassault Mystère IV werd daarom zowel in Frankrijk als Israël van begin jaren zestig af ingezet als lichte tactische jachtbommenwerper. Hij kon ongeveer een ton aan bommen meenemen aan vier ophangingspunten. Tijdens de Zesdaagse Oorlog van 1967 nam het type een belangrijk deel van de Israëlische bombardementen op gronddoelen voor zijn rekening. Er waren echter ook enkele luchtgevechten tijdens welke twee MiG-17's en een Hawker Hunter werden neergeschoten. Acht Mystère IV's gingen verloren. De laatste Israëlische Mystère IV's werden op 18 maart 1972 uit dienst genomen. India vloog met de Mystère IV tot 1973. De Dassault Mystère IV werd in 1982 volledig door Frankrijk uitgefaseerd voor de Alpha Jet.